# Peter Baltes
Peter Baltes (* 4. dubna 1958, Solingen, Německo) je německý hudebník. Od jejího založení v roce 1976 působil jako basový kytarista a skladatel v heavymetalové hudební skupině Accept. Na skládání se podílel společně s kytaristou Wolfem Hoffmannem. Baltes v Accept také pár písní sám nazpíval; jedná se především o skladby z rané historie skupiny. V roce 2018 se rozhodl z Accept odejít. Podle slov kapely potřeboval Baltes udělat ve svém životě změnu.